# Bois Blancs (stacja metra)
Bois Blancs – stacja metra w Lille, położona na linii 2. Znajduje się w Lille, w dzielnicy Bois Blancs.
Została oficjalnie otwarta 1 kwietnia 1989. 